# اشلیکر ای‌اس‌کی ۱۴
اشلیکر ای‌اس‌کی ۱۴ (به انگلیسی: Schleicher_ASK_14) یک هواگرد ملخ‌پیشین تک‌موتوره از نوع موتورگلایدر ساخت شرکت Alexander Schleicher GmbH & Co است. در مجموع، تعداد ۶۶ فروند از این هواگرد ساخته شده‌است.
طراح این هواگرد، رودولف کایزر بود.